# Ізотопи плутонію
Плутоній (94Pu) — є синтетичним елементом, за винятком слідових кількостей, отриманих у результаті захоплення нейтронів ураном, тому стандартну атомну вагу вказати неможливо. Як і всі штучні елементи, він не має стабільні ізотопи. Був синтезований задовго до того, як був знайдений у природі, першим синтезованим ізотопом був 238Pu у 1940 році. Охарактеризовано двадцять радіоізотопів плутонію. Найбільш стабільними є плутоній-244 з періодом напіврозпаду 80,8 млн. років, плутоній-242 з періодом напіврозпаду 373300 років і плутоній-239 з періодом напіврозпаду 24110 років. Усі решта радіоактивних ізотопів мають період напіврозпаду менше 7000 років. Цей елемент також має вісім метастанів. Усі вони мають період напіврозпаду менше однієї секунди.
Атомна вага ізотопів плутонію коливається від 228,0387 u (228Pu) до 247,074 u (247Pu). Основними способами розпаду перед найбільш стабільним ізотопом, 244Pu, є спонтанний поділ і альфа-випромінювання; основним режимом після є бета-випромінювання. Первинними продуктами розпаду до 244Pu є ізотопи урану та нептунію (без урахування продуктів поділу), а первинними продуктами розпаду після є ізотопи америцію.

## Виробництво та використання

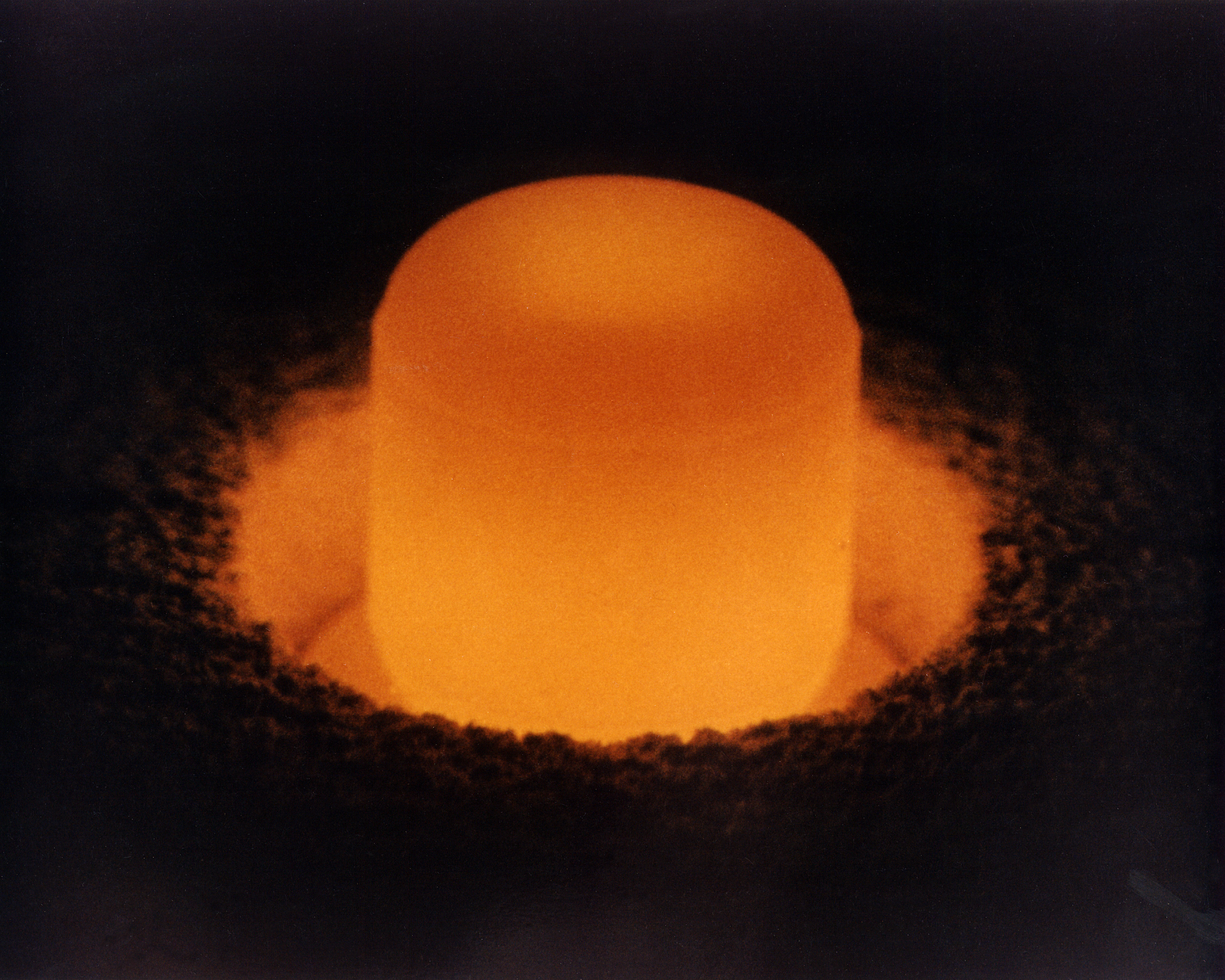
Гранула плутонію-238, що світиться від власного тепла, використовується для радіоізотопних термоелектричних генераторів.

239Pu, ізотоп що розщеплюється, який є другим найбільш використовуваним ядерним паливом у ядерних реакторах після урану-235 і найбільш використовуваним паливом у частині ядерної зброї, що розщеплюється, виробляється з урану-238 шляхом захоплення нейтронів з подальшим двома бета-розпадами.
240Pu, 241Pu і 242Pu утворюються шляхом подальшого захоплення нейтронів. Ізотопи непарної маси 239Pu і 241Pu мають приблизно 3/4 шансів зазнати поділу при захопленні теплового нейтрона та приблизно 1/4 шансів утримати нейтрон і стати наступним важчим ізотопом. Ізотопи парної маси є родючим матеріалом, але не діляться, а також мають нижчу загальну ймовірність (поперечний переріз) захоплення нейтронів; тому вони, як правило, накопичуються в ядерному паливі, що використовується в тепловому реакторі, конструкції майже всіх атомних електростанцій сьогодні. У плутонії, який був використаний вдруге в теплових реакторах у МОХ-паливі, 240 Pu може бути навіть найпоширенішим ізотопом. Усі ізотопи плутонію та інші актиноїди, однак, розщеплюються швидкими нейтронами. 240Pu дійсно має помірний поперечний переріз поглинання теплових нейтронів, так що виробництво 241Pu в тепловому реакторі стає значною часткою такою ж великою, як виробництво 239Pu.

## Плутоній-240, 241 і 242
Переріз поділу для 239Pu становить 747,9 барна для теплових нейтронів, тоді як переріз активації становить 270,7 барна (співвідношення приблизно дорівнює 11 поділам на кожні 4 захоплення нейтронів). Вищі ізотопи плутонію утворюються, коли уранове паливо використовується протягом тривалого часу. Для використаного палива з високим вигорянням концентрація ізотопів плутонію з вищим рівнем вигоряння буде вищою, ніж паливо з низьким вигорянням, яке переробляється для отримання збройового плутонію.
| Ізотоп | Тепловий нейтрон переріз (барн) | Тепловий нейтрон переріз (барн) | Режим розпаду | Періодом напіврозпаду |
| Ізотоп | Захоплення                      | Поділ                           | Режим розпаду | Періодом напіврозпаду |
| ------ | ------------------------------- | ------------------------------- | ------------- | --------------------- |
| 238U   | 2,683                           | 0,000                           | α             | 4,468 х 10 9 років    |
| 239U   | 20.57                           | 14.11                           | β −           | 23.45 хвилин          |
| 239Np  | 77.03                           | –                               | β −           | 2,356 днів            |
| 239Pu  | 270,7                           | 747,9                           | α             | 24 110 років          |
| 240Pu  | 287,5                           | 0,064                           | α             | 6561 рік              |
| 241Pu  | 363,0                           | 1012                            | β −           | 14,325 років          |
| 242Pu  | 19.16                           | 0,001                           | α             | 373 300 років         |